# Sclerodermia
La sclerodermia è una malattia cronica di tipo autoimmune (il sistema immunitario del malato attacca i suoi stessi tessuti). In greco antico sclerodermia significa letteralmente "pelle dura".
A causa di un'abnorme attività di fibrosi, combinata a un malfunzionamento del microcircolo periferico, la sclerodermia causa appunto l'ispessimento della pelle.
Nei casi più gravi lo stesso meccanismo si estende ai tessuti di organi interni quali polmoni, apparato digerente e - meno frequentemente - cuore e reni. In questo caso si parla di sclerosi sistemica progressiva (Systemic Sclerosis, SSc).
È classificata fra le connettiviti; gli specialisti di riferimento sono il reumatologo e l'immunologo. La malattia fu descritta per la prima volta nel 1753 dal medico dell'Ospedale degli Incurabili di Napoli, Carlo Curzio.

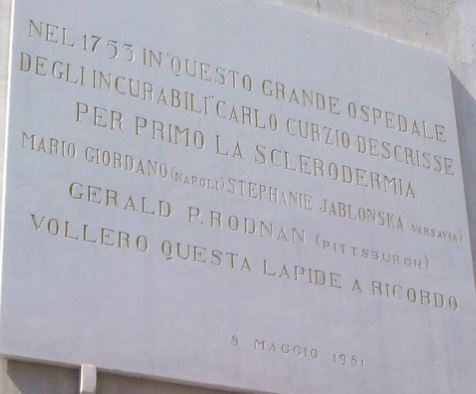
Targa presente nell' Ospedale degli Incurabili, Napoli

## Forme cliniche
Vi sono due principali tipi di sclerodermia, a loro volta differenziati in diverse tipologie: 
- sclerodermia localizzata
  - morfea (placche singole o multiple di indurimento cutaneo)
  - lineare (lesioni simili a cicatrici lineari, en coup de sabre, sul volto o sugli arti)
- sclerodermia sistemica (detta anche Sclerosi sistemica)
  - limitata (Limited cutaneous systemic sclerosis o lcSSc: ispessimento della cute delle estremità, fenomeno di Raynaud, positività ad anticorpi specifici e alterazioni dei capillari periungueali); era precedentemente indicata con l'acronimo C.R.E.S.T. (Calcinosi, fenomeno di Raynaud, alterazioni della motilità Esofagea, Sclerodattilia, Teleangectasie)
  - diffusa (Diffuse cutaneous systemic sclerosis o dcSSc: l'ispessimento della cute coinvolge simmetricamente estremità, volto e tronco e si può diffondere rapidamente anche agli organi interni)
  - sclerodermia sine scleroderma (sono coinvolti gli organi interni, senza evidenza di interessamento cutaneo)
  - sindromi overlap (sovrapposizione a sintomi tipici di altre connettiviti come la polimiosite, la dermatomiosite o il lupus eritematoso sistemico)

## Epidemiologia
In Italia la sclerodermia colpisce circa 20 000 individui; ogni anno si registrano circa 300 nuove diagnosi. Ciò la rende una malattia rara - al gennaio 2012, in effetti, viene considerata ufficialmente come tale solo in Piemonte e in Toscana - ma non rarissima.
Il picco massimo di incidenza si registra tra la terza e la quinta decade di vita. Le donne sono colpite più degli uomini con un rapporto di circa 3:1 e questa differenza si accentua con l'età fertile, in cui l'incidenza nel sesso femminile rispetto al sesso maschile raggiunge un rapporto superiore o uguale a 8:1.
Negli USA si è registrata un'incidenza (nuovi casi annui) di 20 per ogni milione di abitante, con una sensibile crescita nei decenni centrali del XX secolo dovuta probabilmente al perfezionamento dei metodi diagnostici. La prevalenza è di circa 300 000 casi.
Tra le connettiviti sistemiche è la terza patologia in ordine di frequenza dopo la sindrome di Sjögren e il lupus eritematoso sistemico (quarta se si considera come connettivite anche l'artrite reumatoide).
In alcuni casi i pazienti affetti da sclerodermia possono sviluppare altre malattie autoimmuni: le più frequenti, artrite reumatoide, sindrome di Sjögren, tiroidite di Hashimoto e cirrosi biliare primitiva. A volte è invece la sclerodermia ad aggiungersi a una patologia autoimmune.
La sclerodermia non è una malattia ereditaria: la maggior parte degli sclerodermici non ha alcun parente affetto da sclerodermia, ma è possibile trovare tra i familiari un individuo affetto da altre malattie autoimmuni come l'artrite reumatoide. Esiste comunque una predisposizione individuale a sviluppare la malattia, che dipende dal substrato genetico.

## Sintomi e segni
Nella maggioranza dei casi il sintomo d'esordio è il fenomeno di Raynaud (dita che cambiano colore in presenza di sbalzi di temperatura o emozioni).
Il Raynaud della sclerodermia è detto "fenomeno di Raynaud secondario", proprio perché non è di natura benigna e rivela una patologia sottostante. Il Raynaud primario è invece molto diffuso nella popolazione generale (fino al 3-5%), soprattutto nelle giovani donne. La comparsa del fenomeno di Raynaud può precedere di mesi o anni, con un intervallo di tempo più lungo nella sindrome CREST (acronimo di Calcinosi, Raynaud, Esofagopatia, Sclerodattilia e Teleangectasie), le altre manifestazioni della malattia. La tecnica diagnostica per individuare un possibile Raynaud secondario è la capillaroscopia dei capillari intorno all'unghia, oggi molto utilizzata per le sue caratteristiche di esame non invasivo, indolore e facilmente ripetibile.
In una minoranza di casi i sintomi iniziali sono di tipo articolare: artrite - tipicamente senza reperto di sinovite, ma con frequente evidenza di calcificazioni ossee - o semplice artralgia. Altri sintomi precoci della malattia, benché totalmente aspecifici, possono essere: reflusso gastroesofageo; sensazione di formicolio o intorpidimento agli arti, soprattutto notturna (sindrome del tunnel carpale); prurito generalizzato. Si può manifestare neuropatia periferica.
L'American College of Rheumatology (ACR) e l'European League Against Rheumatism (EULAR) hanno aggiornato nel 2013 i criteri per porre diagnosi di sclerodermia. L'esame clinico e l'anamnesi devono portare ad un punteggio pari o superiore a 9 osservando i seguenti parametri:
- ispessimento della pelle delle dita su entrambe le mani, che si estende dall'articolazione prossimale alla metacarpofalangea = 9 punti (criterio sufficiente)
- ispessimento della pelle sulle sole dita (massimo 4 punti)
  - dita gonfie (puffy fingers) = 2 punti[9]
  - sclerodattilia = 4 punti
- lesioni ai polpastrelli (massimo 3 punti)
  - ulcere digitali = 2 punti
  - cicatrici puntiformi (pitting scars) = 3 punti
- teleangectasie = 2 punti
- anormalità dei capillari intorno all'unghia (pollice escluso) = 2 punti
- ipertensione polmonare e/o interstiziopatia polmonare = 2 punti
- fenomeno di Raynaud = 3 punti
- reperto di autoanticorpi specifici: Anticentromero (ACA), Anti-Topoisomerasi I (Anti-Scl70), Anti-RNA Polimerasi III = 3 punti.

Questi criteri hanno sostituito quelli del 1980, giudicati inadeguati perché non coglievano gli aspetti clinici più sottili e ignoravano gli esami del sangue. Essi includevano comunque un sintomo ancora oggi ricercato dai reumatologi, cioè la perdita di tessuto adiposo nei polpastrelli. Quest'ultimo è infatti un possibile segno di ischemia digitale, così come altri mutamenti di aspetto osservabili alle estremità delle mani: distrofia ungueale - unghie rigate o pitting, da non confondersi con le simili manifestazioni dell'artrite psoriasica - lacerazioni o sovracrescita delle cuticole, eritema periungueale.
È oggi allo studio un protocollo diagnostico per la fase precoce o preclinica della malattia (very early SSc), che consenta di istituire una terapia efficace prima che si verifichino danni cutanei o viscerali difficilmente reversibili. I tre sintomi al centro dell'attenzione per una diagnosi precoce dovrebbero essere: 
- fenomeno di Raynaud
- anticorpi specifici
- anomalie alla capillaroscopia

I risultati del nuovo protocollo sono attesi per il 2015.

## Diagnosi
Gli esami più utilizzati nell'iter diagnostico risultano essere i test ANA/ENA per la ricerca di autoanticorpi e la capillaroscopia. I test di laboratorio in grado di diagnosticare la sclerodermia sono:
- gli anticorpi anti-topoisomerasi come anti-Scl70 (che causano una forma sistemica diffusa)
- anticorpi anti-centromero  (che causano una forma sistemica limitata e la sindrome CREST).
- Altri autoanticorpi possono essere osservati come anti-U3 o anti-RNA polimerasi.

In una seconda fase o in follow up il medico può prescrivere esami utili a monitorare la funzionalità esofagea (manometria esofagea), cardiaca (ecocardiogramma), polmonare (TAC ad alta risoluzione).
Da un punto di vista genetico è stata osservata una blanda correlazione con gli alleli HLA-DRB1*01 e HLA-DRB1*11. La presenza degli alleli HLA-B*57 e HLA-Cw*14 avrebbe invece una funzione protettiva. La tipizzazione genetica è comunque meno utile rispetto all'iter diagnostico di altre malattie reumatiche come la spondilite anchilosante o la sindrome di Behçet.
Alcuni autori hanno recentemente osservato un significativo aumento dei livelli plasmatici di D-dimero nei pazienti affetti da sclerosi sistemica. Ciò sarebbe da ricondurre ai disordini vascolari caratteristici della malattia.
In diagnosi differenziale vanno considerate poche altre condizioni:
- dermatomiosite
- fascite eosinofila, che generalmente non coinvolge le dita
- cheiroartropatia diabetica[19]
- sindrome del Graft versus Host (solo nei trapiantati)
- distrofia simpatica riflessa
- lichen mixedematoso

## Cause
Le cause della sclerodermia restano per ora sconosciute. Non è una malattia infettiva anche se si ipotizza che possano essere alcuni virus (CMV) a scatenare la risposta immunitaria verso i tessuti dell'ospite (mimetismo molecolare) o parvovirus B19.
Secondo un recente studio italiano la sclerodermia sarebbe correlata alla mancanza dell'inibitore molecolare "Wif-1" nei fibroblasti. Lo studio ha dimostrato inoltre come nei pazienti sclerodermici l'aumento dei radicali liberi sia generato dal legame fra una struttura superficiale dei fibroblasti (recettore del Pdgf) e un anticorpo normalmente assente nei soggetti sani ma presente in oltre il 90% di sclerodermici. Questa ipotesi, se confermata, potrebbe introdurre novità importanti sia nella diagnosi che nella terapia della malattia.
La maggiore frequenza tra la popolazione femminile (come anche nel caso del lupus sistemico) sembra da ricondursi ai provati effetti degli estrogeni sulle risposte immunitarie anomale studiate in laboratorio. In particolare l'asse estradiolo-prolattina sembra quello più chiamato in causa nello scatenare la risposta autoimmune.
Alcune sostanze chimiche, infine, possono dare una fibrosi simile a quella presente in un paziente sclerodermico (lavoratori delle miniere di carbone esposti a polveri di silicio, e lavoratori in contatto con cloruro di vinile, resine epossidiche, idrocarburi aromatici).

## Patogenesi
La sclerodermia è caratterizzata da:
1. alterazioni vascolari del microcircolo dovute ad anomalie dell'endotelio;
2. alterazioni tipo fibrosante e sclerotizzante di cute, polmoni, cuore e tratto gastrointestinale;
3. presenza in più del 90% dei pazienti di autoanticorpi.

I tre tipi cellulari coinvolti dalla malattia sono:
1. fibroblasto (fibrosi cutanea e viscerale);
2. cellula endoteliale (anomalie vascolari a livello delle piccole arterie);
3. linfociti T e linfociti B (alterazioni dell'immunità cellulare e umorale).

In particolare si ha un aumento della deposizione delle fibre di collagene. Non aumenta il numero dei fibroblasti, ma aumenta la loro attività: secernono macromolecole e collagene che si ammassano tra loro. Il risultato è un ispessimento cutaneo e un'adesione ai piani più profondi (infatti non è possibile distinguere gli strati del derma). Inoltre c'è l'assenza del normale film idrolipidico, e scomparsa degli annessi cutanei.
I fibroblasti dei pazienti colpiti, inoltre, sono più resistenti all'apoptosi.
Questa loro resistenza all'apoptosi dipende da:
- IL-4, che è prodotta dai linfociti Th2 e che inibisce INF-gamma, che a sua volta inibisce i fibroblasti. Nei pazienti con sclerodermia i livelli di IL-4 si correlano positivamente con l'entità della fibrosi;
- TGF-beta, prodotto da linfociti e monociti, stimola l'attività secretiva dei fibroblasti che quindi producono più collagene e fibronectina, e inducono la differenziazione dei fibroblasti in miofibrocellule con funzione contrattile;
- PDGF, che risulta elevato in pazienti con sclerodermia e si correla con l'entità della fibrosi. La presenza di recettori per il PDGF correla con la presenza di un infiltrato infiammatorio perivascolare. La risposta infiammatoria è dunque correlata con un danno endoteliale, ed il processo fibrotico ha inizio nella zona in cui vi è l'infiammazione vascolare.

Per quanto riguarda il danno vascolare, nel siero dei pazienti con sclerodermia è stato riscontrato un fattore citotossico prodotto dai linfociti T attivati, che si chiama "Granzima 1". Questo degrada l'endotelio e porta all'innesco di una risposta immunitaria contro la membrana basale. Il danno endoteliale consiste in una flogosi che porta a proliferazione intimale e a occlusione del vaso. Per esposizione subintimale aumenta l'adesione piastrinica, e quindi fenomeni trombotici.
A livello delle dita i problemi vascolari possono dare alterazioni trofiche distalmente con necrosi e assorbimento puntale, teleangectasie, ulcere facilmente infettabili e le cosiddette "pitting scars", cioè cicatrici all'estremità dei polpastrelli. Uno studio del 2009 condotto sul oltre 1600 pazienti affetti da lesioni digitali ha mostrato i seguenti subset di espressione clinica:
- digital pitting scars: 44,1%
- ulcere digitali: 48,6%
- calcinosi: 6,8%
- gangrena: 0,8%

L'anomalia del tono vascolare è responsabile del fenomeno di Raynaud.
Nella sclerosi sistemica c'è positività per specifici autoanticorpi:
1. anticorpi antinucleo ANA, tra cui il più caratteristico è l'anti-topoisomerasi 1, detto anche anti-Scl70 (40% nella sclerosi sistemica diffusa)
2. anticorpi anti-centromero presenti nel 60-80% dei pazienti con sclerosi cutanea limitata e sindrome CREST.

La malattia è sistemica, quindi sono coinvolti vari organi e sistemi:
1. apparato muscolo-scheletrico (poliartrite simmetrica, sindrome del tunnel carpale, dolore, rigidità, gonfiore ed ipomotilità articolare)
2. apparato cardiaco (fibrosi del tessuto di conduzione del cuore, e quindi disturbi del ritmo, scompenso destro, alterazione del rilasciamento diastolico precoce)
3. apparato respiratorio (fibrosi polmonare interstiziale e ipertensione polmonare)
4. apparato gastroenterico (ipomotilità esofagea[24] e dell'intestino tenue, con reflusso gastro-esofageo e stipsi)
5. apparato urinario (crisi renale sclerodermica, oggi curata molto bene con ACE-inibitori)
6. sistema nervoso e muscolare (neuropatia periferica e miopatia acquisita/dermatomiosite)

## Terapie
Al momento non esiste una cura definitiva per la malattia. Esistono tuttavia diversi trattamenti sintomatici che danno sollievo, possono rallentare il decorso clinico e migliorare la qualità di vita del paziente (spesso seriamente compromessa anche in termini di funzionalità lavorativa, autonomia quotidiana e benessere psicologico).
I FANS o il cortisone (ad esempio il Prednisone) sono comunemente utilizzati per trattare i processi infiammatori a carico dell'apparato articolare, cutaneo e respiratorio.
In una fase precoce possono essere somministrati farmaci della classe DMARD come l'Idrossiclorochina (Plaquenil). Essi nascono per il trattamento dell'artrite reumatoide, ma vi si può ricorrere anche in pazienti sclerodermici per contrastare la riduzione della rima articolare e l'infiammazione in genere.
Sul versante degli immunosoppressori, il più efficace sembra essere la ciclofosfamide, mentre è controversa l'efficacia del metotrexato (utilizzato con maggior successo in altre malattie reumatiche). Da alcuni anni si stanno conducendo dei trials clinici con l'immunosoppressore tacrolimus e il modulatore immunitario talidomide, un inibitore della produzione del TNF-alfa.
Il trattamento della vasculopatia (sia periferica che organo-specifica) può essere affidato, a seconda del quadro clinico del paziente, a:
- antitrombotici (cardioaspirina o pentossifillina)
- calcio-antagonisti (nifedipina, efficace per prevenire la vasculopatia digitale)
- prostanoidi o inibitori delle prostaglandine (Iloprost/Endoprost endovena), cui rispondono bene sia le ulcere digitali che l'ipertensione polmonare[25]
- inibitori dell'endotelina-1: Bosentan, di recente introduzione e controversa efficacia[26][27]

L'uso di farmaci che ritardano la fibrosi tissutale, cutanea o degli organi interni, è una strada terapeutica da tempo esplorata. I farmaci con azione antifibrotica comprendono:
- l'interferone gamma
- l'isomero D della penicillammina
- il tranilast, derivato dell'acido antranilico
- l'halofuginone, un inibitore della sintesi del collagene tipo I
- il derivato della vitamina D, calcitriolo
- l'inibitore chinasico imatinib (più recentemente)

Il reflusso gastroesofageo viene trattato con inibitori della pompa protonica o rimedi naturali quali il succo di aloe vera.
Soltanto recentemente è stata esplorata la strada del trapianto di cellule staminali, definita negli USA "rischiosa ma promettente": a fronte di grandi pericoli nell'immediato, potrebbe garantire importanti benefici per il paziente, a lungo termine.
Smettere di fumare è essenziale dopo una diagnosi di sclerodermia. Il fumo è particolarmente controindicato in questi pazienti, sia perché peggiora la vasocostrizione determinata dai depositi di collagene su tutto l'apparato circolatorio, sia perché accelera il coinvolgimento polmonare caratteristico della patologia.
Nel 2012, inoltre, Pier Giorgio Silvestrin ha brevettato una linea specifica di abbigliamento riscaldato.

## Prognosi
La sclerodermia è in assoluto la più pericolosa fra le malattie reumatiche sistemiche (assieme al lupus eritematoso sistemico), sia per l'interessamento multi-organo che per il severo impatto sulla vita quotidiana del paziente e sul suo benessere psicologico.
Il decorso è molto variabile, ma i primi 2-5 anni di malattia rappresentano spesso il periodo più a rischio. Se questa fase viene superata senza particolari complicazioni, è possibile una stabilizzazione o persino un miglioramento (soprattutto nel caso della sclerosi cutanea).
In ogni caso dopo una diagnosi di sclerodermia si rendono necessarie importanti modifiche dello stile di vita, e la capacità di reazione psicologica e di riadattamento delle abitudini quotidiane (coping) è un fattore assai importante della prognosi. Uno studio condotto su 142 pazienti ha rilevato che almeno il 50% presentava sintomi di depressione.
Oggi ha un valore prognostico codificato la capillaroscopia: i quadri early, active e late dei capillari periungueali possono aiutare il medico nel prevedere l'aggressività della malattia e nell'impostare la terapia corretta.
La grande variabilità della prognosi è ben rispecchiata dai risultati, spesso discordi, degli studi.
Uno studio inglese ha mostrato come l'aspettativa di vita media di un paziente con sclerodermia vada stimata intorno ai 14,2 anni dal momento della diagnosi.
Un altro studio condotto in follow up su 260 pazienti già diagnosticati ha mostrato tassi di sopravvivenza dell'86% a 3 anni, del 76% a 6 anni e del 61% a 9 anni. La forma più lieve, la sclerodermia limitata, ha una sopravvivenza buona, 80-90% a 10 anni, con una speranza di vita quasi normale.
Esiste poi una minoranza di casi (sclerodermia acuta) che può portare invece al decesso in meno di uno-due anni nonostante le cure.
Fattori prognostici sfavorevoli sono:
- sesso maschile
- età avanzata
- ampiezza della sclerosi cutanea
- precoce interessamento polmonare
- sfregamenti tendinei (tendon friction rubs)[37][38]
- presenza di anticorpi anti-Scl-70[39]

La morte sopraggiunge spesso per le complicazioni legate all'ipertensione polmonare. In una minore percentuale di casi a essere responsabile è il malfunzionamento dell'apparato digerente, che talora costringe alla nutrizione enterale. Si è invece abbassata drasticamente la mortalità per le crisi renali acute, oggi ben trattate (se riconosciute in tempo) con i farmaci ACE-inibitori.
Il rischio di sviluppare ipertensione polmonare sarebbe accentuato, fra le pazienti sclerodermiche, dalla menopausa.
Uno studio eseguito su quasi 400 pazienti fra il 1995 e il 1999 ha evidenziato i seguenti subset di complicazioni a 10 anni dalla diagnosi:
- fibrosi polmonare: 43% dei maschi e 27% delle femmine
- ipertensione polmonare: 16% dei maschi e 14% delle femmine
- interessamento cardiaco: 2% dei maschi e 3% delle femmine
- crisi renali acute: 7% dei maschi e 4% delle femmine

## Casi famosi e impatto mediatico
- Di sclerodermia morì molto probabilmente (anche se la diagnosi è stata dedotta in seguito) il pittore svizzero Paul Klee nel 1940.[42] Nella data del suo decesso, il 29 giugno, si tiene a cadenza annuale la Giornata italiana per la lotta alla Sclerodermia.

- Soffriva di sclerodermia l'attore Will Sampson, che morì a 53 anni nel 1987.

- Nel 2001 morì di sclerodermia il giornalista italiano Gian Amilcare Ponchielli, nipote del celebre musicista Amilcare Ponchielli. In sua memoria fu istituito un premio per giovani ricercatori dall'Università Statale di Milano[43]. In quell'occasione venne lanciato un allarme sul taglio dei day hospital per il trattamento della patologia.[44]

## Nei media
- Sul dramma di una quarantenne colpita da sclerodermia è incentrato il film per la televisione For hope che il regista Bob Saget dedicò nel 1996 alla sorella Gay, deceduta per le complicazioni della malattia poco tempo prima. Prodotto dal network ABC, il film viene periodicamente riproposto dalle televisioni americane, e nel corso degli anni ha notevolmente accresciuto la consapevolezza sulla sclerodermia negli USA.[45]